# سيرغي بوريسوف (دراج)
سيرغي بوريسوف (بالروسية: Борисов, Сергей Владимирович)‏ هو دراج روسي. شارك في دورة الألعاب الأولمبية الصيفية.

## روابط خارجية
- سيرغي بوريسوف على موقع أرشيف الدراجات (الإنجليزية)
- سيرغي بوريسوف على موقع إحصائيات الدراجات الإحترافية (الإنجليزية)
- سيرغي بوريسوف على موقع أوليمبيديا (الإنجليزية)